# Lights (álbum de Globe)
Lights es el séptimo álbum de estudio de la banda japonesa globe, lanzado al mercado el 6 de febrero del año 2002.

## Información
La incursión de globe a la música Trance ya había comenzado desde el 2001, pero dentro de este álbum se adentra aún más. Debido a la amplia cantidad de temas que estaban previstos para complementar a Lights, el álbum fue dividido en 2. Lighs2 salió meses después al mercado.
Prácticamente todas las versiones que habían salido al mercado de algunas canciones del álbum (los sencillos y algunos b sides o lados b) fueron remasterizados por Tetsuya Komuro para aumentarles la calidad. En algunas canciones se hace indescriptible, como en "try this shoot", pero en "genesis of next" la diferencia a la versión del sencillo es evidente. "Stop! In the Name of Love" también fue ligeramente re—arreglada, así como también "Many Classic Moments". Pero respecto a esta última canción fue distinto, ya que como el sencillo salió el mismo día que el de este álbum, las versiones finalizadas fueron incluidas en ambos trabajos. La versión inicial de la canción está disponible al interior del PV de èsta.
La nueva musical realizada por globe hacia la música electrónica fue en un comienzo mal recibida por parte de los fanáticos. El fracaso comercial de outernet se debió principalmente a que los fanáticos que seguían a la banda desde sus comienzos se encontraron con algo absolutamente distinto. Pero con Lights eso cambió, ya que las ventas comparadas a las de outernet mejoraron considerablemente, pero ya nunca alcanzaría los niveles de ventas explosivos de sus primeros trabajos.

## Lista de canciones
1. Many Classic Moments
2. Merry Go Round
3. What's the justice?
4. genesis of next
5. Come Into Existence
6. Megami (女神?)
7. try this shoot
8. Stop! In the Name of Love
9. Lights brought the future
10. fade in2

- Datos: Q9022510